# مصعد سفن جوبيتان
رافعة سفن جوبيتان ( (بالصينية المبسطة: 构皮滩升船机; بالصينية التقليدية: 構皮灘升船機; البينيين: Gòupítān Shēngchuánjī) : 大子公子) هو نظام رفع قوارب على نهر وو، أحد روافد نهر اليانجتسي في مقاطعة قويتشو، جنوب غرب الصين. وهو نظام مكون من ثلاثة مصاعد للقوارب يكمل سد جوبيتان من أجل توفير الشحن على طول النهر.
وتبلغ الطاقة التصميمية للنظام 2.928 مليون طن من البضائع سنويًا. يسمح بمرور السفن التي تصل إزاحتها إلى 500 طن، ويرفعها إلى ارتفاع 199 م (653 قدم). بُني نظام رفع القوارب بعد اكتمال محطة الطاقة، وانتهت أعمال بنائه في عام 2021، وبلغت تكلفة بناء النظام 777.51 مليون دولار أمريكي. هيكل مرافق نظام الرفع حسب الترتيب من المصب يضم المنشآت التالية:
- رافعة قارب عمودية بارتفاع رفع 72 م (236 قدم) ، يمكن أن يتغير الارتفاع مع مستوى المياه في مجرى النهر ويمكن أن يصل إلى 79 م (259 قدم)؛
- جسر خرساني يضم قناة مائية صالحة للملاحة لمرور السفن إلى مصعد القوارب في المستوى الثاني؛
- رافعة قارب عمودية ثانية بارتفاع رفع 127 م (417 قدم)؛
- قناة ملاحية من المستوى الثاني لمرور السفن؛
- نفق لمرور السفن من قناة المستوى الثاني باتجاه المنبع؛
- رفع القارب العمودي لحوض المنبع، يمكن أن يتغير ارتفاع النزول مع مستوى المياه في الخزان ويمكن أن يصل إلى 47 م (154 قدم) .

يبلغ الطول الإجمالي للقناتين ونفق الملاحة ومصاعد القوارب 2.3 كـم (1.4 ميل) . في عام 2023، كانت رافعة القارب الثانية بانخفاض رأسي يبلغ 127 م (417 قدم) هي الأطول في العالم.